# Кулиџ (Тексас)
Кулиџ (енгл. Coolidge) град је у америчкој савезној држави Тексас. По попису становништва из 2010. у њему је живело 955 становника.

## Демографија
Према попису становништва из 2010. у граду је живело 955 становника, што је 107 (12,6%) становника више него 2000. године.
| Група             | 2000.       | 2010.       |
| Белци             | 405 (47,8%) | 329 (34,5%) |
| Афроамериканци    | 158 (18,6%) | 195 (20,4%) |
| Азијати           | 1 (0,1%)    | 0 (0,0%)    |
| Хиспаноамериканци | 272 (32,1%) | 411 (43,0%) |
| Укупно            | 848         | 955         |